# 北海道立総合体育センター
北海道立総合体育センター（ほっかいどうりつそうごうたいいくセンター、英語: Hokkaido Prefectural Sports Center）は、北海道札幌市豊平区にある体育館。北海道スポーツ協会をはじめ各種競技団体の所在地になっている。
学校法人北海学園がネーミングライツ（命名権）を取得し、2010年6月1日から『北海きたえーる』（ほっかいきたえーる、英語: Hokkai Kitayell）の愛称が使用されている。

## 概要
豊平公園に隣接しており、中島公園にあった「道立中島体育センター別館」の老朽化に伴って建設した。コンセプトは「森と一体となった周辺環境にやさしいスポーツの殿堂」（ARENA IN THE FOREST）。愛称「きたえーる」の「きた」は北海道を、「えーる」は声援を送るという意味を持ち2つを合わせ心身を鍛えることも表しており、施設を通じてたくさんの人々が交歓の場として活動することを愛称に込めている。
全国規模や国際規模の競技大会やイベント開催などに対応できる総合的な施設であり、B.LEAGUEに所属しているレバンガ北海道、F.LEAGUEに所属しているエスポラーダ北海道のホームアリーナになっている。また、新日本プロレスやプロレスリング・ノアの興行、『北海道戦没者追悼式』、『札幌コレクション』、コンサート会場などにも使用している。
1階のメインアリーナ入口手前のエントランスホール壁面には「北海道のオリンピックゴールドメダリスト」パネルがあり、南部忠平以来の団体競技メンバーを含むこれまでの北海道出身のオリンピック金メダリストの功績が顔写真を中心に一人につき縦90cm・横57cmの信楽焼陶板に焼きつけられ展示され、北海道出身者で中学卒業まで北海道に在住した金メダリストを対象としていたものの、2020年東京オリンピックの金メダリストパネル制作時に1枚につき120万円と2004年のプレート展示開始時の3倍に昇る制作費の高騰を理由として23枚を設置した後2022年北京オリンピック以降の金メダリストについては展示を見送っており、この他パリパラリンピック車いすラグビー金メダリストの池崎大輔がパラリンピック金メダリストの顕彰を求めたこともあり施設を管理する道スポーツ振興課は液晶ディスプレイ等の別形式への転換も含めた顕彰方法の再検討を示唆している。

## 沿革
- 1996年（平成8年）11月：着工[10]、工事安全祈願祭開催[11]。
- 1998年（平成10年）1月：施設愛称を「きたえーる」に決定[4]。
- 1999年（平成11年）：建物本体竣工、北海道体育協会がセンターに移転[2]。
- 2000年（平成12年）：全面開業。2月13日の完成式典と日本バスケットボールリーグ2試合をこけら落としとした[12]。
- 2006年（平成18年）：指定管理者制度導入。
- 2010年（平成22年）5月27日：学校法人北海学園とネーミングライツ（命名権）導入の契約を締結。愛称を「北海きたえーる」と改称する[13][14]。
- 2012年（平成24年）：1回目のネーミングライツ契約更新[15]。
- 2014年（平成26年）：2回目のネーミングライツ契約更新[16]。
- 2016年（平成28年）：3回目のネーミングライツ契約更新。
- 2018年（平成30年）：アリーナスポーツ協議会「アリーナオブザイヤー2018」受賞。
- 2019年（平成31年）：管理法人の「公益財団法人北海道体育協会」が「公益財団法人北海道スポーツ協会」に名称変更[17]。
- 2021年(令和3年)：開業以来初のメインアリーナ全面改修、床面をアサダ材からカバ材に張り替える[18]。
- 2022年(令和4年) ：「King & Prince ARENA TOUR 2022 ～Made in～」公演中に小火災が発生[19]、1人が救急搬送される[20]。

## 施設

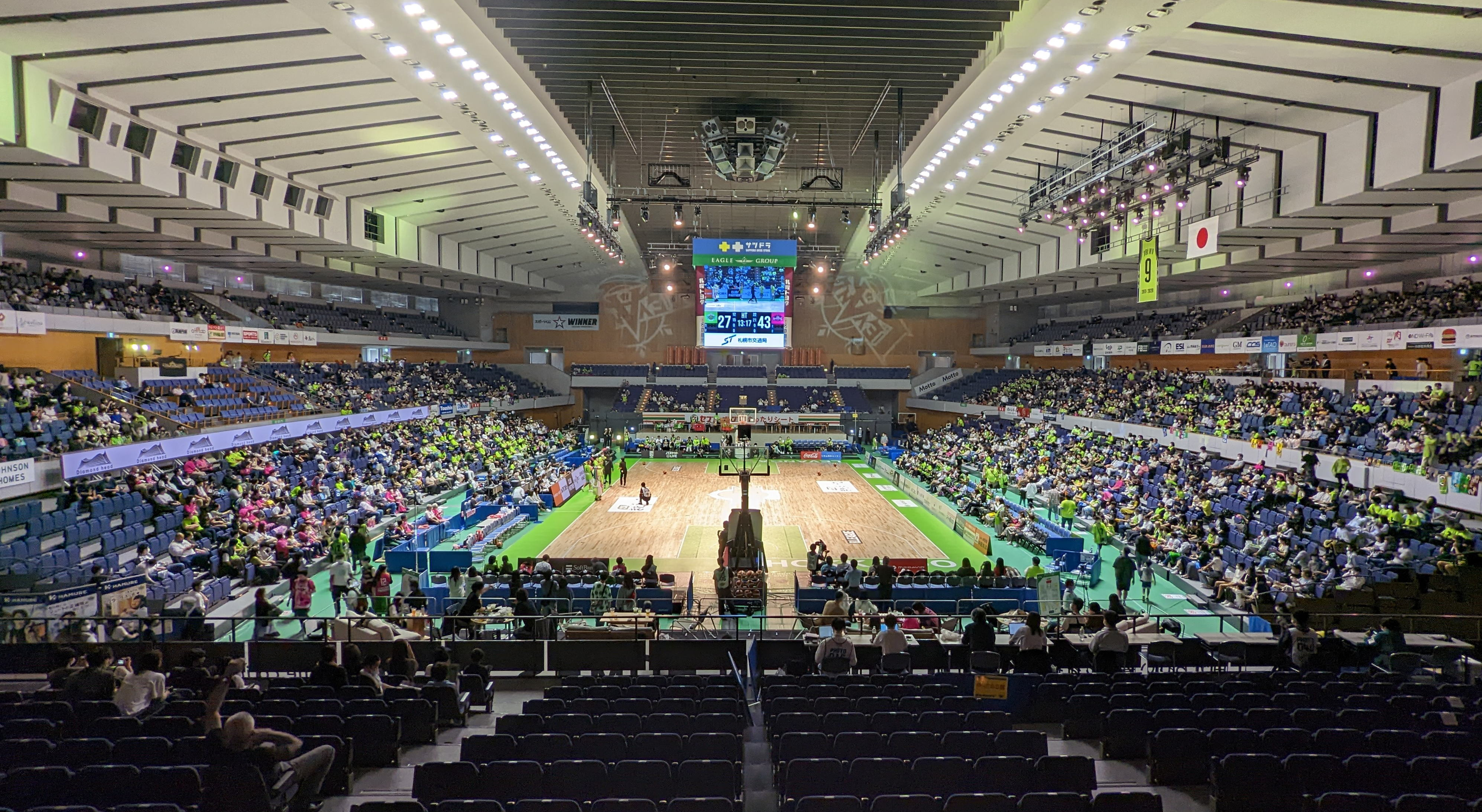
メインアリーナ
- 床面積：3,886m²（バレーボール4面、バスケットボール4面、テニスコート4面、バドミントン20面、卓球20面）
- 天井高：最高26m
- 最大収容人員：10,000人
  - 地下1階：移動席1,872席
  - 1階：固定席2,612席、貴賓席72席、身障者席20席
  - 2階：固定席1,388席
  - 仮設席4,036席
- ランニングコース（全長330m）

サブアリーナ
- 床面積：1,647m²（バレーボール2面、バスケットボール2面、テニスコート2面、バドミントン8面、卓球10面）
- 天井高：最高22m
- フリークライミングウォール（高さ15m、幅6m、人工岩壁）

武道場
- 柔道室450m²（240畳）
- 剣道室451m²
- 師範席、シャワー室、ロッカー

弓道場
- 射場等302m²
- 近的競技28m、12人立（射位間隔1.5m）
- 師範席、シャワー室、ロッカー

トレーニング室、測定室
- トレーニング室412m²（定員60名）
- 健康体力測定室265m²
- 更衣室、シャワー室、ロッカー

その他
- 講堂、視聴覚室240m²（定員150名）
- 大研修室183m²（定員100名）
- 中研修室96m²（定員60名）
- 小研修室40m²（定員20名）
- きたえーる鍼灸整骨院
- レストラン「YELL CAFE」
- スポーツ情報、資料室

野外彫刻
- 會田雄亮「モニュメントタワー」[21]
- 一般公募作品「豊平墓地跡記念碑」[21]
- 関根伸夫「北斗の庭」（7基）[21]

## 大会実績
- 新日本プロレス
- 全日本社会人ボクシング選手権大会（2002年）
- バレーボールワールドカップ（2003年、2007年、2011年、2019年）
- バスケットボール世界選手権（2006年）[22]
- バレーボール世界選手権（2006年）
- バレーボール・ワールドグランプリ（2013年）[23]
- B.LEAGUE ALL-STAR GAME 2020 IN HOKKAIDO（2020年）[24]

## アクセス
- 札幌市営地下鉄東豊線豊平公園駅直結
- 北海道中央バス「豊平3条10丁目」バス停下車

## 駐車場
- 第1駐車場50台（身障者用5台）
- 第2駐車場130台